# Bertrand-Sévère Laurence
Bertrand-Sévère Laurence (Auroish, 7 de setembre de 1790 - Roma, 30 de gener de 1870), va ser un prelat catòlic francès, bisbe de Tarba de 1845 fins a la seva mort. És conegut principalment per ser bisbe de Tarba durant les aparicions de Lorda el 1858 i per haver-los reconegut quatre anys més tard.

## Biografia

### Formació
Nascut el 7 de setembre de 1790 en una família de petits artesans del petit poble d'Auroish (Alts Pirineus, França), va passar la seva joventut assistint molt poc a l'escola. Als 20 anys, amb prou feines podia llegir i escriure i el seu coneixement intel·lectual no anava molt més enllà. No obstant això, va resultar ser un estudiant distingit a l'internat de Bordèras i a l'escola secundària de L'Estela e Bètharram, abans de destacar a la universitat d'Aire-sur-l'Adour (Landes), on va ser enviat a acabar els estudis.

### Ministeri
El 1821, a l'edat de 31 anys, va ser ordenat sacerdot i l'any següent va ser nomenat superior d'un seminari menor que es va crear a Saint-Pé, sobre les ruïnes d'un antic monestir benedictí. L'abat Laurence es va enfrontar amb moltes dificultats i va ser llavors quan es va revelar la seva iniciativa i el seu talent d'administrador. El pare va abandonar el seu seminari el 1834, a petició del seu bisbe Monsenyor Double, qui el va nomenar vicari general i li va encomanar la direcció del gran seminari de Tarba. Així, conegut per la diòcesi, l'abat és reclamat pels sacerdots locals per succeir al bisbe a la seva mort. Així, excepcionalment, un sacerdot va portar el bàcul pastoral als llocs de la seva infantesa.

### Episcopat
El 8 de gener de 1845, el pare Laurence va ser nomenat bisbe de Tarba, la confirmació va tenir lloc el 21 d'abril i, finalment, va ser consagrat l'1 de juny de 1845 pel Monsenyor Denis Auguste Affre. Els seus principals co-consagrats són Pierre-Dominique-Marcellin Bonamie, arquebisbe titular de Chalcedon i Jean-Paul Courvezy, bisbe titular de Bida.
A partir d'una devoció filial a la Mare de Déu a qui atribueix la seva elevació, va reconstruir en la seva diòcesi diversos santuaris reconstruïts en el seu honor, que la revolució havia destruït: Garaison, Héas, Piétat ... També va restablir el culte i les manifestacions populars del passat. Sempre preocupat pels interessos materials i morals de la seva diòcesi, es va ocupar dels hospitals, fons de les escoles, i va promoure les missions parroquials.

#### Aparicions de Lorda
A partir de 1858, el bisbe es va enfrontar amb les aparicions marianes de Lorda. Va ser informat per correu de l'evolució dels esdeveniments, en constant relació amb l'abat Peyramale, degà i sacerdot de la ciutat de Lorda en aquell moment.
El 18 de gener de 1862, després de molta reflexió i en nom de l'Església, Monsenyor Laurence va publicar un manament on el qual va reconèixer oficialment les aparicions de Lorda. En el seu manament, després d'un recordatori descriptiu de les aparicions, el bisbe explica la lenta saviesa que l'Església aporta a l'apreciació dels fets sobrenaturals. Per a ell, l'Església requereix certes proves, abans d'admetre-les i proclamar-les divines, perquè el dimoni pot enganyar a l'home disfressant-se com un àngel de la llum: 
| «                          | Ens vam inspirar en la comissió, composta per sacerdots savis, piadosos, educats i experimentats, que van qüestionar a Bernadette Soubirous, estudiar els fets, examinar tot, comprovat tot. També hem invocat l'autoritat de la ciència, i ens hem mantingut convençuts que l'aparició és sobrenatural i divina, i que, en conseqüència, el que Bernadette veia és la Verge Santíssima. La nostra condemna es va formar sobre el testimoniatge de Bernadette, però sobretot sobre els fets que s'han produït i només es pot explicar per una intervenció divina. | » |
| — Bertrand-Sévère Laurence | |   |

### Final de la seva vida
Mentre estava de viatge a Roma per al primer concili ecumènic del Vaticà, ja amenaçat per la malaltia, alguns sacerdots i laics li van demanar que posposés el seu viatge. El bisbe Laurence els respongué: «I el meu deure com a bisbe? Si moro, no hi ha cementiris a Roma?».
Va morir a Roma el 30 de gener de 1870.